# Saison 2011-2012 de l'AS Saint-Étienne
Maillots
Chronologie
Saison précédente Saison suivante
Lors de la saison 2011-2012, l'AS Saint-Étienne participe à la Ligue 1 pour la 59e fois, à la Coupe de France pour la 78e fois, à la Coupe de la Ligue pour la 18e fois.
Par rapport à la saison précédente, l'équipe type stéphanoise change drastiquement avec le départ de six joueurs, dont des éléments clés comme Dimitri Payet ou Blaise Matuidi, et l'arrivée de neuf joueurs dont Stéphane Ruffier, Jérémy Clément, Fabien Lemoine ou encore Nicoliță Bănel. À la fin des matchs aller de la saison 2011-2012, l'équipe est classée 8e avec 30 points. Ils finissent le championnat à la 7e place avec 57 points, ratant de peu une qualification en Ligue Europa. La révélation de cette saison est Pierre-Emerick Aubameyang avec 16 buts à son compteur, faisant de lui le 4e meilleur buteur du championnat.

## Les joueurs et le club lors de la saison 2011-2012

### Mercato

#### Mercato d'été
| Mercato d’été             |               |                  |                                     |                                                   |
| Nom                       | Nationalité   | Date             | Nature/Montant                      | Provenance/Destination                            |
| Arrivées                  |               |                  |                                     |                                                   |
| Florent Sinama-Pongolle   | France        | 30 juin 2011     | Prêt avec option d'achat            | Sporting Portugal (Liga Sagres)                   |
| Paulão                    | Brésil        | 7 juillet 2011   | Libre                               | Sporting Braga (Liga Sagres)                      |
| Stéphane Ruffier          | France        | 11 juillet 2011  | 3 500 000 € + bonus,                | AS Monaco (Ligue 2)                               |
| Pierre-Emerick Aubameyang | Gabon         | 13 juillet 2011  | Nouveau prêt avec option d'achat    | Milan AC (Serie A)                                |
| Jérémy Clément            | France        | 25 juillet 2011  | 2 000 000 €                         | Paris SG (Ligue 1)                                |
| Jean-Pascal Mignot        | France        | 1er août 2011    | 1 500 000 €                         | AJ Auxerre (Ligue 1)                              |
| Steed Malbranque          | France        | 3 août 2011      | Libre                               | Sunderland AFC (Premier League)                   |
| Fabien Lemoine            | France        | 10 août 2011     | Prêt avant contrat                  | Stade rennais (Ligue 1)                           |
| Max Gradel                | Côte d'Ivoire | 31 août 2011     | 2 000 000 €                         | Leeds United (Football League Championship)       |
| Nicoliță Bănel            | Roumanie      | 31 août 2011     | 1 000 000 €                         | Steaua Bucarest (Liga I)                          |
| Lynel Kitambala           | France        | 31 août 2011     | 2 000 000 €                         | FC Lorient (Ligue 1)                              |
| Retours de prêt           |               |                  |                                     |                                                   |
| Vincent Planté            | France        | 30 juin 2011     | Retour de prêt                      | AC Arles-Avignon (Ligue 1)                        |
| Gelson Fernandes          | Suisse        | 30 juin 2011     | Retour de prêt                      | AC ChievoVerona (Serie A)                         |
| Guirane N'Daw             | Sénégal       | 30 juin 2011     | Retour de prêt                      | Real Saragosse (Liga BBVA)                        |
| Gonzalo Bergessio         | Argentine     | 30 juin 2011,    | Retour de prêt                      | Calcio Catane (Serie A)                           |
| Départs                   |               |                  |                                     |                                                   |
| Dimitri Payet             | France        | 28 juin 2011     | 9 000 000 € + bonus                 | LOSC Lille (Ligue 1)                              |
| Pierre-Emerick Aubameyang | France        | 30 juin 2011     | Retour de prêt                      | Milan AC (Serie A)                                |
| Christophe Landrin        | France        | 6 juillet 2011   | Libre                               | AC Arles-Avignon (Ligue 2)                        |
| Emmanuel Rivière          | France        | 12 juillet 2011  | 6 000 000 €                         | Toulouse FC (Ligue 1)                             |
| Blaise Matuidi            | France        | 25 juillet 2011  | 10 000 000 € + bonus de 1 000 000 € | Paris SG (Ligue 1)                                |
| Vincent Planté            | France        | 29 juillet 2011  | Libre                               | EA Guingamp (Ligue 2)                             |
| Carlos Bocanegra          | États-Unis    | 18 août 2011     | 350 000 €                           | Glasgow Rangers (Scottish Premier League)         |
| Gonzalo Bergessio         | Argentine     | 29 août 2011     | Transfert définitif                 | Calcio Catane (Serie A)                           |
| Steed Malbranque          | France        | 6 septembre 2011 | Résiliation du contrat              |                                                   |
| Prêts                     |               |                  |                                     |                                                   |
| Jessy Moulin              | France        | 19 juillet 2011  | Prêt                                | Clermont FA (Ligue 2)                             |
| Guirane N'Daw             | Sénégal       | 23 août 2011     | Prêt                                | Birmingham City FC (Football League Championship) |
| Gelson Fernandes          | Suisse        | 29 juillet 2011  | Prêt avec option d'achat            | Leicester City FC (Football League Championship)  |

#### Mercato d'hiver
| Mercato d’hiver           |               |                  |                          |                                                   |
| Nom                       | Nationalité   | Date             | Nature/Montant           | Provenance/Destination                            |
| Arrivées                  |               |                  |                          |                                                   |
| Pierre-Emerick Aubameyang | Gabon         | 22 décembre 2011 | 1 000 000 €              | Milan AC (Serie A)                                |
| Danijel Aleksić           | Serbie        | 18 janvier 2012  | 1 000 000 €              | Genoa CFC (Serie A)                               |
| Jonathan Brison           | France        | 31 janvier 2012  | 300 000 €                | AS Nancy-Lorraine (Ligue 1)                       |
| Retours de prêt           |               |                  |                          |                                                   |
| Gelson Fernandes          | Suisse        | 1er janvier 2012 | Retour de prêt           | Leicester City FC (Football League Championship)  |
| Départs                   |               |                  |                          |                                                   |
| Boubacar Sanogo           | Côte d'Ivoire | 3 mars 2012      | Licenciement             |                                                   |
| Prêts                     |               |                  |                          |                                                   |
| Gelson Fernandes          | Suisse        | 5 janvier 2012   | Prêt avec option d'achat | Udinese Calcio (Serie A)                          |
| Moustapha Bayal Sall      | Sénégal       | 5 janvier 2012   | Prêt avec option d'achat | AS Nancy-Lorraine (Ligue 1)                       |
| Guirane N'Daw             | Sénégal       | 6 janvier 2012   | Nouveau prêt             | Birmingham City FC (Football League Championship) |
| Idriss Saadi              | France        | 10 janvier 2012  | Prêt                     | Stade de Reims (Ligue 2)                          |
| Paulão                    | Brésil        | 20 janvier 2012  | Prêt                     | Bétis Séville (Liga BBVA)                         |
| Jérémie Janot             | France        | 4 mai 2012       | Prêt                     | FC Lorient (Ligue 1)                              |

### Équipementier et sponsors

Adidas, équipementier de l'ASSE depuis juin 2005.

Adidas habille les joueurs stéphanois pour la septième année consécutive. Le maillot domicile est dévoilé officiellement le 24 mai 2011 sur le site internet du club et celui de la Boutique des Verts. Cette tunique est de nouveau bicolore et présente deux nuances de vert ; cependant, cette fois-ci, des bandes verticales vert clair et vert foncé zèbrent le torse du maillot. Le col, de couleur blanche, présente l'inscription dorée « AS Saint-Étienne » au niveau de la nuque. Présentée aux supporters et mise en vente le lendemain à la boutique jouxtant Geoffroy-Guichard lors d'une séance de dédicaces avec les joueurs, la nouvelle tenue est portée par l'équipe stéphanoise lors du dernier match de la précédente saison, à domicile, contre le PSG le 29 mai 2011.
Le maillot extérieur est présenté officiellement le 7 juillet 2011 sur le site officiel du club. Celui-ci reprend les couleurs historiques de l'ASSE ; de couleur blanche, quatre bandes vertes le traversent horizontalement. Le col rond est vert foncé, teinte déjà utilisée pour le maillot domicile. Comme ce dernier par ailleurs, le nom du club en lettres dorées est présent au dos du col.
Comme lors de la précédente saison, la marque de poker en ligne, Winamax, est le sponsor maillot. La société spécialisée dans la sécurité des systèmes d'information, Kaspersky Lab, voit toujours son logo présent sur la manche gauche du maillot stéphanois, tout comme Funai, société spécialisée dans l’électronique, au dos du maillot, le Conseil général de la Loire et Saint-Étienne Métropole sur le reste de la tenue et sur le short. Cependant, c'est la société Mister-Auto.com, premier site européen de vente de pièces automobiles sur Internet, en lieu et place d'Invicta, qui sera cette année présente sur le torse du maillot des Verts, au-dessus du sponsor principal.
À noter également que concernant la Coupe de la Ligue, le sponsor maillot de l'AS Saint-Étienne pour le premier match de cette compétition est Lapeyre, entreprise spécialisée dans la fabrication et la vente grand public de produits voués à l’aménagement de la maison, au lieu de Winamax ; pour le second et dernier match, c'est IVECO LVI, constructeur de véhicules industriels et utilitaires, qui s'invite sur le maillot vert lors du 102e derby.
Cette année, par ailleurs, l'équipe stéphanoise ne disposera pas de troisième maillot ; celui de l'année dernière n'ayant jamais été porté par les joueurs sauf par les gardiens, pour quelques matches.

## Statistiques

### Classement des buteurs
Mise à jour le 20 mai 2012
Au 20 mai 2012, les Verts ont inscrit en tout 49 buts en Ligue 1, dont 27 à domicile. Onze joueurs stéphanois ont marqué en championnat ; voici le classement des buteurs :
- Pierre-Emerick Aubameyang : 16 buts
- Max Gradel : 6 buts
- Laurent Batlles : 4 buts
- Bakary Sako : 4 buts
- Florent Sinama-Pongolle : 4 buts
- Nicoliță Bănel : 3 buts
- Kurt Zouma : 2 buts
- Sylvain Marchal : 2 buts
- Josuha Guilavogui : 2 buts
- Jean-Pascal Mignot : 1 but

Lors de la saison, l'ASSE a par ailleurs bénéficié de trois buts contre son camp : un de Michaël Ciani (joueur des Girondins de Bordeaux), un de David Rozehnal (joueur du LOSC Lille) et un de Aurélien Montaroup (joueur du SM Caen).
En Coupe de la Ligue, l’équipe a inscrit trois buts, grâce à Bakary Sako (1 but) et Pierre-Emerick Aubameyang (2 buts), ; elle a par ailleurs bénéficié d'un but contre son camp inscrit par Kevin Olimpa (joueur des Girondins de Bordeaux).
Concernant la Coupe de France, les Stéphanois n'ont marqué qu'un seul but : il a été inscrit par Josuha Guilavogui.

### Classement des passeurs décisifs
Mise à jour le 20 mai 2012
Au 20 mai 2012, sur les 49 buts inscris en Ligue 1, 29 l'ont été grâce à une passe décisive. Les Verts comptent douze passeurs décisifs ; voici leur classement :
- Pierre-Emerick Aubameyang : 7 passes décisives
- Nicoliță Bănel : 4 passes décisives
- Laurent Batlles : 3 passes décisives
- Max Gradel : 3 passes décisives
- Bakary Sako : 3 passes décisives
- Lynel Kitambala : 2 passes décisives
- Fabien Lemoine : 2 passes décisives
- Albin Ebondo : 2 passes décisives
- Florent Sinama-Pongolle : 1 passe décisive
- Jean-Pascal Mignot : 1 passe décisive
- Josuha Guilavogui : 1 passe décisive
- Loïc Perrin : 1 passe décisive

## Rencontres de la saison
Mise à jour le 20 mai 2012
Au 20 mai 2012, l'AS Saint-Étienne a joué 51 matches, dont 38 en championnat, 2 en Coupe de la Ligue, 1 en Coupe de France et 10 en amical. Tout cela pour un total de 24 victoires, 12 nuls et 15 défaites.

### Championnat

#### Matchs aller
| Date       | N o | Adversaire             | Lieu | Résultat | Buteurs pour Saint-Étienne                   | Points | Place |
| ---------- | --- | ---------------------- | ---- | -------- | -------------------------------------------- | ------ | ----- |
| 07/08/2011 | J01 | Girondins de Bordeaux  | Ext. | 1 - 2    | Ciani 18e (csc), Aubameyang 31e              | 3      | 4e    |
| 13/08/2011 | J02 | AS Nancy-Lorraine      | Dom. | 1 - 0    | Marchal 88e                                  | 6      | 4e    |
| 21/08/2011 | J03 | Olympique de Marseille | Ext. | 0 - 0    |                                              | 7      | 3e    |
| 28/08/2011 | J04 | FC Sochaux-Montbéliard | Ext. | 2 - 1    | Aubameyang 35e                               | 7      | 8e    |
| 10/09/2011 | J05 | LOSC Lille             | Dom. | 1 - 3    | Rozehnal 8e (csc)                            | 7      | 9e    |
| 17/09/2011 | J06 | FC Lorient             | Ext. | 3 - 0    |                                              | 9      | 12e   |
| 21/09/2011 | J07 | Toulouse FC            | Dom. | 1 - 1    | Paulão 89e                                   | 8      | 12e   |
| 25/09/2011 | J08 | Stade Rennais          | Ext. | 1 - 1    | Aubameyang 86e                               | 9      | 11e   |
| 01/10/2011 | J09 | AJ Auxerre             | Dom. | 1 - 1    | Guilavogui 38e                               | 10     | 12e   |
| 15/10/2011 | J10 | Évian TG               | Ext. | 1 - 2    | Batlles 46e, Aubameyang 51e                  | 13     | 13e   |
| 22/10/2011 | J11 | Valenciennes FC        | Dom. | 1 - 0    | Batlles 50e                                  | 16     | 8e    |
| 29/10/2011 | J12 | Olympique lyonnais     | Ext. | 2 - 0    |                                              | 16     | 8e    |
| 06/11/2011 | J13 | Montpellier HSC        | Dom. | 1 - 1    | Nicoliță 32e                                 | 17     | 10e   |
| 19/11/2011 | J14 | OGC Nice               | Ext. | 0 - 2    | Sinama-Pongolle 24e (pen.), Zouma 39e        | 20     | 8e    |
| 26/11/2011 | J15 | AC Ajaccio             | Dom. | 3 - 1    | Gradel 7e, Sinama-Pongolle 33e, Nicoliță 84e | 23     | 8e    |
| 03/12/2011 | J16 | Stade Brestois         | Ext. | 2 - 2    | Aubameyang 24e 87e                           | 24     | 8e    |
| 10/12/2011 | J17 | SM Caen                | Dom. | 2 - 0    | Nicoliță 10e, Sako 74e                       | 27     | 7e    |
| 17/12/2011 | J18 | Dijon FCO              | Ext. | 1 - 2    | Sinama-Pongolle 16e, Gradel 90 +3e           | 30     | 5e    |
| 21/12/2011 | J19 | Paris SG               | Dom. | 0 - 1    |                                              | 30     | 8e    |

#### Matchs retour
| Date       | N o | Adversaire             | Lieu | Résultat | Buteurs pour Saint-Étienne                          | Points | Place |
| ---------- | --- | ---------------------- | ---- | -------- | --------------------------------------------------- | ------ | ----- |
| 14/01/2012 | J20 | FC Sochaux-Montbéliard | Dom. | 1 - 0    | Zouma 77e                                           | 33     | 7e    |
| 28/01/2012 | J21 | LOSC Lille             | Ext. | 3 - 0    |                                                     | 33     | 8e    |
| 04/02/2012 | J22 | FC Lorient             | Dom. | Reporté  |                                                     |        |       |
| 12/02/2012 | J23 | Toulouse FC            | Ext. | 0 - 1    | Aubameyang 71e                                      | 36     | 7e    |
| 19/02/2012 | J24 | Stade Rennais          | Dom. | 4 - 0    | Mignot 24e, Batlles 53e, Sako 67e, Gradel 78e       | 39     | 6e    |
| 22/02/2012 | J22 | FC Lorient             | Dom. | 4 - 2    | Aubameyang 65e 68e 90e, Ecuele Manga 88e (csc)      | 42     | 4e    |
| 25/02/2012 | J25 | AJ Auxerre             | Ext. | 0 - 0    |                                                     | 43     | 4e    |
| 03/03/2012 | J26 | Évian TG               | Dom. | 0 - 2    |                                                     | 43     | 5e    |
| 10/03/2012 | J27 | Valenciennes FC        | Ext. | 0 - 0    |                                                     | 43     | 4e    |
| 17/03/2012 | J28 | Olympique lyonnais     | Dom. | 0 - 1    |                                                     | 46     | 6e    |
| 24/03/2012 | J29 | Montpellier HSC        | Ext. | 1 - 0    |                                                     | 46     | 6e    |
| 17/03/2012 | J30 | OGC Nice               | Dom. | 2 - 3    | Gradel 22e, Marchal 42e                             | 46     | 6e    |
| 07/04/2012 | J31 | AC Ajaccio             | Ext. | 1 - 1    | Sinama-Pongolle 72e                                 | 47     | 7e    |
| 15/04/2012 | J32 | Stade Brestois         | Dom. | 2 - 1    | Gradel 48e (pen.), Sako 72e                         | 50     | 7e    |
| 21/04/2012 | J33 | SM Caen                | Ext. | 1 - 4    | Montaroup 39e (csc), Aubameyang 60e 83e, Gradel 70e | 53     | 6e    |
| 29/04/2012 | J34 | Dijon FCO              | Dom. | 1 - 0    | Aubameyang 43e                                      | 56     | 6e    |
| 02/05/2012 | J35 | Paris SG               | Ext. | 2 - 0    |                                                     | 56     | 6e    |
| 07/05/2012 | J36 | Olympique de Marseille | Dom. | 0 - 0    |                                                     | 57     | 6e    |
| 13/05/2012 | J37 | AS Nancy-Lorraine      | Ext. | 3 - 2    | Aubameyang 39e, Batlles 70e                         | 57     | 6e    |
| 20/05/2012 | J38 | Girondins de Bordeaux  | Dom. | 2 - 3    | Guilavogui 19e, Aubameyang 49e                      | 57     | 7e    |

### Coupes nationales

#### Coupe de la Ligue
Le 11 août 2011 à midi a lieu le tirage au sort pour les matches de 1/16e de finale de la 18e édition de la Coupe de la Ligue, marquant l'entrée des clubs de Ligue 1 dans la compétition. Après avoir entamé le championnat quelques jours auparavant, le 7 août 2011, au stade Jacques-Chaban-Delmas contre les Girondins de Bordeaux, les Verts apprennent qu'ils retrouveront l'équipe bordelaise pour le match du 31 août 2011.
Victorieux contre les Girondins, l'ASSE apprend le 6 septembre 2011 que son prochain adversaire, pour les huitièmes de finale, sera son grand rival, l'Olympique lyonnais : le 102e derby se disputera donc en coupe, le 26 octobre 2011.
Si l'objectif affiché par l'entraîneur et la direction du club depuis le début de la saison est d'emmener les Stéphanois au Stade de France,, cela ne se fera pas par le biais de la Coupe de la ligue puisque, à l'issue de leur second match dans cette compétition, les Verts sont éliminés par les Lyonnais.
| Date       | N o         | Adversaire                 | Lieu | Résultat | Buteurs pour Saint-Étienne                | Suite                         |
| ---------- | ----------- | -------------------------- | ---- | -------- | ----------------------------------------- | ----------------------------- |
| 31/08/2011 | 1/16e de f. | Girondins de Bordeaux (L1) | Dom. | 3 - 1    | Olimpa 3e (csc), Sako 17e, Aubameyang 57e | Qualifiés pour les 1/8e de f. |
| 26/10/2011 | 1/8e de f.  | Olympique lyonnais (L1)    | Ext. | 1 - 2    | Aubameyang 88e                            | Éliminés                      |

#### Coupe de France
L'un des objectifs affichés le club étant d'accéder à la finale d'une des deux coupes nationales,, les Verts devront faire un parcours exemplaire en Coupe de France s'ils veulent accéder au Stade de France, les Lyonnais les ayant éliminés de la Coupe de la Ligue (1/8e finale).
Le tirage au sort pour les matches de 1/32e de finale de la 95e édition de la Coupe de la ligue, marquant l'entrée des clubs de Ligue 1 dans la compétition, a lieu le 12 décembre 2011. Le verdict tombe : les Stéphanois devront commencer la compétition à domicile face aux Girondins de Bordeaux, une situation similaire à celle de leur entrée dans la Coupe de la Ligue.
Menés au score dès la première mi-temps, les Stéphanois égalisent dans les dernières secondes du temps règlementaire, permettant au match de continuer avec les prolongations. Finalement, la rencontre se termine avec les tirs au but et les Verts s'inclinent. Cette défaite les sort alors de la compétition, emportant avec elle tous les espoirs de se rendre au Stade de France cette année.
| Date       | N o         | Adversaire                 | Lieu | Résultat          | Buteurs pour Saint-Étienne | Suite    |
| ---------- | ----------- | -------------------------- | ---- | ----------------- | -------------------------- | -------- |
| 07/01/2012 | 1/32e de f. | Girondins de Bordeaux (L1) | Dom. | 1 - 1 (2 - 4 tab) | Guilavogui 90 +4e          | Éliminés |

### Matches amicaux
| Date       | N o | Adversaire                 | Lieu | Résultat | Buteurs pour Saint-Étienne                     |
| ---------- | --- | -------------------------- | ---- | -------- | ---------------------------------------------- |
| 08/07/2011 | #01 | FC Istres (L2)             | Dom. | 0 - 1    |                                                |
| 15/07/2011 | #02 | LB Châteauroux (L2)        | Dom. | 3 - 0    | Bergessio 7e, Sinama-Pongolle 42e, Saadi 54e   |
| 19/07/2011 | #03 | AC Arles-Avignon (L2)      | Dom. | 3 - 1    | Aubameyang 17e 30e, Sako 49e                   |
| 23/07/2011 | #04 | LOSC Lille (L1)            | Dom. | 1 - 0    | Aubameyang 20e                                 |
| 27/07/2011 | #05 | Rio Ave FC (D1 portugaise) | Dom. | 1 - 1    | Saadi 27e                                      |
| 30/07/2011 | #06 | Évian TG (L1)              | Dom. | 3 - 0    | Bocanegra 9e, Sinama-Pongolle 13e, Clément 37e |
| 06/10/2011 | #07 | Servette FC (D1 suisse)    | Ext. | 1 - 1    | Batlles 90e                                    |
| 10/11/2011 | #08 | Clermont Foot (L2)         | Dom. | 2 - 1    | Sinama-Pongolle 25e, Sako 47e (pen.)           |
| 04/01/2012 | #09 | AS Béziers (CFA)           | Ext. | 3 - 0    | Soufiani 43e (csc), Aubameyang 52e (80)        |
| 18/01/2012 | #10 | US Feurs (CFA 2)           | Ext. | 2 - 0    | Kitambala 44e, Ravet 63e                       |

### Affluence
Le Stade Geoffroy-Guichard est en travaux cette année-là en prévision de l’Euro 2016. De ce fait, sa capacité est ramenée à 26747 places.
Affluence de l'AS Saint-Étienne à domicile

### Joueurs en sélection nationale

#### Équipe de France
Aucun Stéphanois n’a été sélectionné cette saison en Équipe de France.
3 jeunes ont par contre été sélectionnés avec les Espoirs.
| Joueurs           | Position  | Date       | Adversaire | Score | But | Temps de jeu |
| Josuha Guilavogui | Milieu    | 02.09.2011 | Lettonie   | 3 - 0 | -   | 90           |
| Josuha Guilavogui | Milieu    | 07.10.2011 | Kazakhstan | 2 - 0 | 2   | 90           |
| Josuha Guilavogui | Défenseur | 11.10.2011 | Roumanie   | 2 - 0 | -   | 77           |
| Josuha Guilavogui | Défenseur | 10.11.2011 | Roumanie   | 3 - 0 | -   | 90           |
| Josuha Guilavogui | Défenseur | 14.11.2011 | Slovaquie  | 2 - 0 | -   | 90           |
| Josuha Guilavogui | Défenseur | 28.02.2012 | Italie     | 1 - 1 | -   | 79           |
| Josuha Guilavogui | Milieu    | 08.06.2012 | Kazakhstan | 3 - 0 | -   | 90           |
| Loris Néry        | Défenseur | 02.09.2011 | Lettonie   | 3 - 0 | -   | 90           |
| Loris Néry        | Défenseur | 05.09.2011 | Portugal   | 1 - 0 | -   | 26           |
| Loris Néry        | Défenseur | 07.10.2011 | Kazakhstan | 2 - 0 | -   | 90           |
| Loris Néry        | Défenseur | 11.10.2011 | Roumanie   | 2 - 0 | -   | 90           |
| Faouzi Ghoulam    | Défenseur | 28.02.2012 | Italie     | 1 - 1 | -   | 26           |
| Faouzi Ghoulam    | Défenseur | 02.06.2012 | Lettonie   | 3 - 0 | -   | 90           |

#### Sélections étrangères
| Nom                       | Éliminatoires CM ou CAN | Éliminatoires CM ou CAN | Éliminatoires CM ou CAN | Éliminatoires CM ou CAN | CAN | CAN         | CAN    | CAN          | Matchs amicaux | Matchs amicaux | Matchs amicaux | Matchs amicaux | Total | Total       | Total  | Total        |
| Nom                       | MJ                      | But inscrit             | Averti                  | Carton rouge            | MJ  | But inscrit | Averti | Carton rouge | MJ             | But inscrit    | Averti         | Carton rouge   | MJ    | But inscrit | Averti | Carton rouge |
| ------------------------- | ----------------------- | ----------------------- | ----------------------- | ----------------------- | --- | ----------- | ------ | ------------ | -------------- | -------------- | -------------- | -------------- | ----- | ----------- | ------ | ------------ |
| Bănel Nicoliță            | 2                       | 0                       | 0                       | 0                       | 0   | 0           | 0      | 0            | 1              | 0              | 0              | 0              | 3     | 0           | 0      | 0            |
| Max Gradel                | 3                       | 0                       | 0                       | 0                       | 5   | 0           | 0      | 0            | 5              | 0              | 0              | 0              | 13    | 0           | 0      | 0            |
| Pierre-Emerick Aubameyang | 1                       | 0                       | 0                       | 0                       | 4   | 3           | 0      | 0            | 4              | 0              | 0              | 0              | 9     | 3           | 0      | 0            |
| Moustapha Bayal Sall      | 0                       | 0                       | 0                       | 0                       | 0   | 0           | 0      | 0            | 4              | 0              | 0              | 0              | 4     | 0           | 0      | 0            |